# Alois Fauser
Alois M. Fauser (* 20. März 1906 in München; † 15. Oktober 1987 in Eggolsheim) war ein deutscher Bibliothekar. 

## Leben
Alois Fauser legte 1926 am humanistischen Gymnasium in Dillingen die Reifeprüfung ab und studierte zunächst ein Semester an der Philosophisch-Theologische Hochschule in Dillingen, danach an der Universität München. Seine Studienfächer waren Deutsche Philologie und Literaturgeschichte, Geschichte, Historische Hilfswissenschaften sowie Geographie. 1930/1931 legte er dort das Staatsexamen für das höhere Lehramt ab. Nach kurzer Tätigkeit an der Ludwig-Realschule in München wechselte er 1931 als Bibliotheksreferendar an der Bayerischen Staatsbibliothek in die Ausbildung für den höheren Bibliotheksdienst (Fachprüfung 1932). Im Jahre 1935 erfolgte seine Promotion an der Universität München bei Heinrich Günter. Bis 1969 war er dann in leitender Stellung (zuletzt war er Leiter der Benutzungsabteilung) an der Bayerischen Staatsbibliothek tätig, abgesehen von der Leitungsfunktion an der Staatsbibliothek Bamberg von 1951 bis 1958.
An der Bayerischen Staatsbibliothek machte er sich vor allem durch die Neuordnung der umfangreichen Kartensammlung verdient; in seinen Veröffentlichungen widmete er sich der Topographie und der Geschichte der Globen. 

## Schriften
- Die Publizisten des Investiturstreites. Triltsch, Würzburg 1935 (Dissertation Universität München).
- (mit Hermann Gerstner): Aere perennius. Jubiläumsausstellung der Staatlichen Bibliothek Bamberg zur Feier ihres 150jährigen Bestehens. Staatliche Bibliothek Bamberg 1953.
- Ein Dillinger Fragment einer therapeutischen Schrift aus einer Unzialhandschrift des 8. Jahrhunderts. In: Sudhoffs Archiv für Geschichte der Medizin und Naturwissenschaften, Bd. 40 (1956), S. 156–168.
- (Hrsg.): Die Bamberger Apokalypse. [Die Miniaturen der Apokalypse und des Evangelistars in der Staatlichen Bibliothek Bamberg; Bibl. 140 (A II 42)]. Insel-Verlag, Wiesbaden 1958.
- Zur Frage der Reichenauer Malschule. In: Jahrbuch für fränkische Landesforschung, Bd. 18 (1958), S. 305–312.
- (mit Reinhold Schneider): Die Bamberger Apokalypse. 16 farbige Miniaturen auf Tafeln. Insel-Verlag, Frankfurt/M. 1962.
- (Hrsg., mit Traudl Seifert): Ältere Erd- und Himmelsgloben in Bayern. Schuler, Stuttgart 1964.
- Die Welt in Händen. Kurze Kulturgeschichte des Globus. Schuler, Stuttgart 1967 (Neuaufl. 1988).
- Repertorium älterer Topographie. Druckgraphik von 1486–1750. Zwei Bände. Reichert, Wiesbaden 1978, ISBN 3-920153-94-4.